# Давыдов, Василий Николаевич
Василий Николаевич Давыдов (род. 19 марта 1924; деревня Межадор, Усть-Сысольский уезд, Автономная область Коми (Зырян), РСФСР — 8 октября 1992; Сыктывкар) — советский историк. Кандидат исторических наук (1956), магистр технических наук Коми АССР. Лауреат Государственной премии Коми АССР, заслуженный деятель науки и техники Коми АССР.
Участник Великой Отечественной войны, автор воспоминаний .

## Биография
Василий родился 19 марта 1924 г.р. в деревне Межадор.
Сразу после окончания школы Василия мобилизовали в армию. Он служил в минометном полку в Горьковская области, с июля 1942 г. — командир отделения.
Участвовал в боях за освобождение Донбасса, Левобережной Украины, Крыма. Ему удалось избежать тяжелых ран и контузий. После окончания Великой Отечественной служил в Германии, затем в Западной Украине, в 1946 г. был демобилизован и вернулся домой.
С марта 1946 г. В. Н. Давыдов преподавал в неполной средней школе с. Межадор, в сентябре 1947 — поступил на исторический факультет Коми пединститута. И с этого времени его преподавательская и научно-исследовательская деятельность была связана с КГПИ и Коми филиалом АН СССР.
В 1951 году окончил исторический факультет КГПИ, аспирантуру Коми филиала АН СССР (с 1954 г. занимал должность научного сотрудника, с 1958 г. — заведующий отделом истории). В 1968—1973 гг. — проректор по научной работе КГПИ, с 1973 г. — вновь в Коми филиале АН СССР.
Ушёл из жизни 8 октября 1992 года в возрасте 68 лет в Сыктывкаре.

## Сочинения
- Давыдов В. Н. Образование Автономной области Коми: Доклад на заседании Президиума Коми филиала АН СССР 18 июня 1981 г. — Сыктывкар: Коми филиал АН СССР, 1981. — 35 с.
- «От Волги до Эльбы»: Воспоминания преподавателя института В. Н. Давыдова о своем боевом пути // Коми педагогический институт в годы Великой Отечественной войны. Сыктывкар, 2005 г., с. 134—138

## Достижения
- Кандидат исторических наук (1956)
- Магистр технических наук Коми АССР
- Заслуженный деятель науки и техники Коми АССР
- Лауреат Государственной премии Коми АССР
- Медаль «За боевые заслуги»
- Медаль «За оборону Сталинграда»
- Медаль «За победу над Германией»